# Cratere Gunnison
Gunnison  è un cratere sulla superficie di Marte.